# Wilkołak z Londynu
Wilkołak z Londynu (ang. Werewolf of London) – amerykański film grozy z 1935 roku.

## Treść
Podczas podróży do Tybetu doktor Wilfred Glendon zostaje zaatakowany i pogryziony przez wilka. Kiedy wraca do Londynu odkrywa, że przy pełni księżyca sam zmienia się w wilka. Dowiaduje się, że lekarstwem na wilkołactwo jest bardzo rzadki kwiat przywieziony przez Glendona z Tybetu.

## Główne role
- Henry Hull - doktor Wilfred Glendon
- Jeanne Bartlett - Daisy
- Zeffie Tilbury - Pani Moncaster
- Ethel Griffies - Pani Whack
- Charlotte Granville - Lady Alice Forsythe
- J.M. Kerrigan - Hawkins, asystent Glendona w laboratorium
- Clark Williams - Hugh Renwick
- Spring Byington - Ciotka Ettie Coombes
- Lawrence Grant - Sir Thomas Forsythe, szef Scotland Yardu
- Lester Matthews - Kapitan Paul Ames
- Valerie Hobson - Pani Lisa 'Lee' Glendon